# 文善
文善，出生於香港、發跡於台灣的加拿大籍推理小說家，台灣推理作家協會國際成員，第三屆島田莊司推理小說獎首獎得主，加拿大大學會計碩士。

## 創作經歷
文善第一次接觸推理，是小學時讀過的福爾摩斯兒童讀本，還有兒童口袋書《謎語故事》。而真正開始看推理小說是中學的時候，因課堂需要卻來不及選購，就直接在路邊便利商店買了赤川次郎的三姊妹探案《臥底老師》，其後也看了三姊妹探案和三色貓探案的系列作，便為推理所著迷。後來，同學間傳閱的金田一漫畫中，那詭異的氣氛和引人入勝的謎團深深吸引著文善。後來因為移民的關係，這些書只能在當地由華人經營的書店才能遇上，且售價並不是當時還是學生的她所能負擔，只能在偶爾回香港度假的時候，大肆採買推理小說。。
大學最後一年，她無意間瀏覽到台灣推理小說家藍霄的部落格「Blue的推理文學醫學院」，讓她開始接觸到台灣推理界的同好。文善在2007和2008年分別入圍台灣推理作家協會徵文獎決選的〈瑪門〉和〈多馬〉，主角正是她自己的化身——從香港移民加拿大的女生。2013年，文善以結合金融知識的長篇推理小說《逆向誘拐》獲得第三屆島田莊司推理小說獎首獎，其後成為台灣推理作家協會國際成員，也和台灣的推理創作者們保持密切交流。

## 創作觀點
文善認為金融行業的技術可以令詭計有可能發生，而技術的原理，使詭計的內在邏輯變得合理，呈現出互為表裡的關係，是一直以來推理書寫令她着迷的地方。她也曾在專訪中透露，寫推理小說最喜歡的是揭露真相的一刻。「如果真是小說，我會想好了揭露謎底的那一刻、那一個爆點開始寫，然後寫作的時候會幻想讀者讀到那個場面時『What?』、倒抽一口涼氣的一刻，我就覺得好爽」。作為推理小說作者，她覺得能「欺騙到讀者，是很大的成就」。
對文善來說，寫作的目的首先是希望讀者覺得有趣，其次是希望啟發讀者一點點的思考。由於她的正職是會計師，沒有太多時間做資料搜集或是田野調查，所以目前為止的題材都是取自身邊發生的事，但是由於這些都是她接觸到而又「有感覺」的題材，很多時候決定要寫某個題目前，就已經閱讀了大量的資料。

## 作品

### 長篇小說
- 客西馬尼（2011，第二屆島田莊司推理小說獎複選作品）
- 逆向誘拐（2013，第三屆島田莊司推理小說獎首獎作品）[7]
- 店長，我有戀愛煩惱（2015）[8]
- 你想殺死老闆嗎？（我們做了！）（2017）[9]
- 輝夜姬計畫（2019）[10]
- 不白之冤（2021）[11]
- 逆向童謠（2022）[12]

### 短篇小說
- 瑪門（2007，收錄於第五屆人狼城推理小說獎作品集《誘殺》）[13]
- 多馬（2008，收錄於第六屆台灣推理作家協會徵文獎作品集《魔鬼交易》）[14]
- 畢業生大逃殺（2010，收錄於《台灣推理作家協會第八屆徵文獎作品集》）
- 李氏力場之麻雀移動事件（2020，收錄於《偵探冰室》）[15]
- 李氏力場之欠交功課事件（2020，收錄於《偵探冰室》）[15]
- 移民前夕（2021，收錄於《偵探冰室．疫》）[16]

## 影視改編
- 《逆向誘拐》，2018年上映的香港電影。

## 外部連結
- 台灣推理作家協會官方網站：文善 （页面存档备份，存于）
- 鏡文學：文善